# ドコモ J-POP MAGAZINE
『docomo J-POP MAGAZINE』（ドコモ ジェーポップ マガジン）は、NACK5のラジオ番組。生放送。2010年末をもって放送終了。番組内容は田家がパーソナリティの新番組「J-POP TALKIN'」（毎週土曜日22:00-22:30）に、ドコモの提供枠は土屋滋生がパーソナリティの新番組「docomo SAITAMA STYLE」（毎週土曜日12:00-12:30）に引き継がれた。

## 番組の内容
- 「雑誌感覚のラジオ番組」をテーマに、主にアーティストのロングインタビューを放送。1回の放送で20～30分、2週にわたって放送。
- アーティストのインタビューは録音だが、番組は生放送であり、番組中にアーティストインタビューの感想等のメッセージを募集していた。
- 抽選でリスナー数名にモバイラーズチェックをプレゼントしていた。

## パーソナリティ
- 田家秀樹
- 横田佳織（番組終了後横田かおりに改名）

番組では田家は編集長、横田は編集部員という肩書きになっている。

## 特別番組
- NACK5 SATURDAY LIONSが13:55からの放送の場合、12:55～13:55の時間に「J-POP MAGAZINE増刊号」としてこの番組の未公開部分などを放送する場合がある。「増刊号」はdocomoがスポンサーでないので冠がつかない。なお、2010年度の4月～9月期は14:55ないし、15:00まで「増刊号」を放送したことが数回あった。
- 2009年12月31日の13:00～25:00にこの番組の特別番組として、大宮ソニックシティでのスターダストレビューのカウントダウンライブの中継を含む12時間年越し特番を放送した。

## 放送時間の注意事項
- 番組スタート以来第395回（2010年10月30日）放送分までは基本12:00～12:50の放送だったが、後続番組である「コスモディスカバリーアース」が2010年10月30日放送分で終了したのを受けて、第396回（2010年11月6日）放送分より12:00～12:55の放送に変更されている。